# 国際学院中学校・高等学校
国際学院中学校・高等学校（こくさいがくいんちゅうがっこう・こうとうがっこう、英称：Kokusai Gakuin Junior & Senior High School）は、埼玉県北足立郡伊奈町小室にある中高一貫制の私立中学校・高等学校。

## 概観
国際学院中学校・高等学校は、1988年に国際学院伊奈高等専修学校として設置された。高等専修学校（専修学校高等課程）は修業年限3年の全日制高等課程を持ち、食品流通工学科、国際情報経営科、社会体育科の各学科を有していた。
1998年に高等学校を設立し、2013年には中学校が開校し中高一貫校となった。併設型中高一貫校（別クラス型）であり、中学校から入学した内部進学の生徒が高等学校に進学する際、高等学校から入学してくる外部進学の生徒とクラス編成を別とし、内進生は高校卒業まで外進生とは別のクラスで授業を受ける。。
ユネスコ・スクールに指定されており、国際連合教育科学文化機関の理念を達成するため持続発展教育（ESD）に取り組んでいる。

### 建学の精神
- 誠実・研鑽・慈愛・信頼・和睦

### 教育方針
1. 人間尊重の精神を養い、自他を愛し、礼儀と節度、規律と責任を重んずる人間の育成。
2. 個性を伸長させ、基礎的、専門的な学力を養い、創造力豊かな人間の育成。
3. 善意と協力の精神を養い、健康で活力に満ちた人間の育成。
4. 21世紀知識基盤社会、国際社会に通用する人格の形成と学習力の育成。

教育方針
「礼を尽くし、場を清め、時を守る」（凡事徹底）
教育目標
「未来を創るグローバルリーダーの育成」（Global Leader Cultivation）

## 沿革

### 略歴
国際学院中学校・高等学校は、1988年に国際学院伊奈高等専修学校として設置された。高等専修学校は修業年限3年の全日制高等課程を持ち、食品流通工学科、国際情報経営科、社会体育科の各学科を有していた。1998年に高等学校を設立し、全日制課程総合学科を設置、その4年後に通信制課程を設置した。2010年に埼玉県内の高等学校として初めてユネスコ・スクールに認定された。2013年には中学校が開校し中高一貫校となり、高等学校に普通科の課程が設置された。2023年度以降、中学校の生徒募集を停止した。

### 年表
- 1988年3月11日 - 埼玉県知事から国際学院伊奈高等専修学校の設置について学校教育法第82条の8第1項の規定により許可される。
- 1988年4月1日 - 国際学院伊奈高等専修学校が開校する。
- 1989年12月15日 - 文部大臣から1989年度より3年間の「専修学校における職業教育の高度化に関する開発・研究」の委託を受ける。
- 1990年3月26日 - 厚生大臣から食品流通工学科（調理師課程）に対し調理師養成施設としての指定を受ける。
- 1990年3月31日 -  埼玉県教育委員会委員長から学校教育法第45条2の規定による技能教育のための施設として指定される。
- 1990年10月15日 - 文部大臣から大学入学資格付与校の指定（文部省告示第111号）を受ける。
- 1991年11月8日 - 埼玉県知事から国際英語科の設置が認可される。
- 1992年10月19日 - 文部省から1991年度より3年間の「専修学校における職業教育の高度化に関する開発・研究」の委託を受ける。
- 1998年3月13日 - 埼玉県知事から国際学院高等学校の設置について学校教育法第4条の規定により認可される。
- 1998年4月1日 国際学院高等学校が開校する。
- 1999年4月14日 - フランス国立グルノーブル調理技術専門学校と姉妹校提携を行う。
- 2002年4月1日 国際学院高等学校に通信制課程を設置する。
- 2005年3月28日 - 文部科学省から国際学院高等学校の「問題発見・解決能力を育成する課題研究」が「平成16年度教育改革推進モデル事業」に指定される。
- 2005年10月14日 - カナダ・ブリティッシュコロンビア州アーチビショップカーニー中等学校と姉妹提携を行う。
- 2006年12月1日 - 文部科学省から、国際学院高等学校の「海外研究」が「平成18年度教育改革推進モデル事業」に指定される。
- 2008年10月15日 - 文部科学省から、国際学院高等学校の「語学研修」が「平成20年度教育改革推進モデル事業」に指定される。
- 2010年7月9日 - 埼玉県内の高等学校として初めてユネスコ・スクールに加盟が認められる。
- 2012年3月29日	- 国際学院中学校の設置計画、普通科課程の設置計画について承認申請行う。
- 2013年2月5日 - 埼玉県私立学校審議会により国際学院中学校設置認可及び国際学院高等学校普通科設置認可が答申される。
- 2013年4月1日 - 国際学院中学校が開校する。
- 2013年11月12日 - 埼玉県私立学校審議会により国際学院高等学校の学科の設置計画が承認される[6]。
- 2014年9月18日 - マレーシア王立アラムシャー中等教育学校と教育提携。
- 2016年4月1日 - 普通科設置。
- 2018年12月4日 - 学校法人国際学院が国連グローバル・コンパクト(UNGC)に署名。
- 2023年3月28日 - 国際学院中学校の2023年度（令和5年度）以降の生徒募集を停止することを公表。

## アクセス
- 埼玉新都市交通伊奈線（ニューシャトル）志久駅より徒歩12分
- JR高崎線上尾駅よりスクールバス10分
- JR宇都宮線蓮田駅よりスクールバス15分

## 設置形態
- 中学校
- 高等学校
  - 全日制課程
    - 普通科[7]
      - 普通科設置に伴い、2016年度より、特別選抜コースからアドバンスコースに、現・特別進学コースからセレクトコースにそれぞれ変更された[8]。

    - 総合学科
      - 2016年度より、総合進学コースⅠから選抜進学コースに、総合進学コースⅡから進学コースにそれぞれ変更された[9]。
      - 食物調理コース

  - 通信制課程

## 制服
- 冬服 男子：ブレザー、女子：ブレザー
- 夏服 男子：ワイシャツ、女子：ブラウス

## 学校行事
- 4月 入学式、前期始業式、健康診断
- 5月 新入生宿泊研修、野外宿泊研修、前期生徒総会、前期中間考査
- 6月 体育祭、大学模擬授業
- 7月 期末考査、フランス料理講習会、夏季講習Ⅰ期、高校生世界へ羽ばたけ！育成塾
- 8月 夏季休業、進学合宿、夏季講習Ⅱ期、校外実習
- 9月 校内実力テスト、五峯祭、終業式、テーブルマナー勉強会
- 10月 後期始業式、後期中間考査、結団式、海外研修旅行、語学研修旅行
- 11月 後期生徒会総会、芸術鑑賞
- 12月 後期中間考査Ⅱ、「産業社会と人間」意見発表会、球技大会、冬季休業、冬季講習
- 1月 調理コース生技術考査
- 2月 調理技術コンクール、卒業研究発表会
- 3月 卒業式、学年末考査、後期終業式、春季休業、春季講習

### 学園祭
学園祭は「五峯祭」と呼ばれ、毎年9月に2日間の日程で開催される。各団体による展示や模擬店、バザーなどが催される。

## 部活動

### 運動部
- サッカー部 - 国際学院の強化指定部。2001年12月から元サッカー日本代表GK田口光久が総監督を務めていた。2006年に選手権埼玉大会3位、2011年インターハイ予選8強の実績あり。2012年度より元･大宮アルディージャユースコーチの酒井宏治が監督に就任。2013年度からはJリーグ経験者の道本大三郎をGK新コーチに就任。サッカー強豪校を目指して体制を強化している。2013年5月にU-16が県S2リーグに昇格。2015年度よりU-18が県S2リーグに昇格。2015年度は関東大会・インターハイ・選手権の埼玉県予選で3年連続ベスト8。2019年度はインターハイ・選手権の埼玉県予選でベスト4。
- 射撃部 - 国際学院の強化指定部。個人・団体での全国優勝多数。
- 陸上競技部 - 国際学院の強化指定部。2010年よりインターハイ13大会連続出場。2021年全日本中学選手権出場。
- バレーボール部 - 2012年ビーチバレーボール全国大会出場の実績あり。
- 硬式野球部
- バスケットボール部
- 卓球部
- バドミントン部
- 硬式テニス部
- ソフトテニス部

### 文化部
- JRC部
- 美術部
- 書道部
- 英語同好会
- 吹奏楽部
- 軽音楽部
- 簿記パソコン部
- ユネスコ部
- チアリーディング同好会
- 調理研究同好会
- 英語同好会
- 科学同好会
- 文芸同好会
- かるた同好会
- eスポーツ同好会
- 歴史研究同好会
- 数学研究室

## 併設校・関連法人
- 国際学院埼玉短期大学
- 社会福祉法人誠心会